# Grand Hotel Villa Serbelloni
Il Grand Hotel Villa Serbelloni, già noto come il Grand Hotel Bellagio, è uno storico albergo di lusso situato a Bellagio sul lago di Como in Lombardia.

## Storia

### Da dimora nobiliare ad albergo
L'albergo era in origine una villa nobiliare, commissionata dalla famiglia Frizzoni, una casata originaria del Canton Grigioni ma da generazioni stabilitasi a Bergamo. I lavori di costruzione iniziarono nel 1851 secondo il progetto neoclassico dell'architetto Rodolfo Vantini e furono definitivamente ultimati nel 1856, anno della morte dell'architetto. La villa era tuttavia già in parte pronta nel 1854, quando venne inaugurata in occasione del compleanno della moglie del conte Frizzoni.
Con un primo passaggio di mano, nel 1872 la villa fu rilevata da una società per azioni italiana, la Societé des Grands Hôtels, la quale, intenzionata a trasformare la proprietà in un albergo di lusso, affidò il progetto di trasformazione a Giovanni Ceruti coadiuvato da Ercole Balossi Merlo, entrambi architetti, già allievi di Camillo Boito al Politecnico di Milano. I lavori videro la realizzazione di un lungo corpo edilizio sul retro della villa a essa collegato da un passaggio coperto, ed esteso a formare due grandi ale laterali prospicienti il lago.
L'albergo aprì le porte come il Grand Hotel Bellagio nel 1873. La sua gestione venne affidata allo svizzero Leone Breitshmid, già direttore di hotel, il quale nel tempo rilevò tutte le quote azionarie e divenne unico proprietario della proprietà. L'albergo fu un immediato successo, facendo accorrere la nobiltà di tutto il mondo. Parallelamente all'apertura del Grand Hotel Bellagio iniziò la rivalità con l'Hotel Grande Bretagne situato sempre a Bellagio. I due alberghi si dividevano le tipologie di clientela: al Grand Hotel Bellagio soggiornavano soprattutto clienti appartenenti all'aristocrazia tedesca e russa, mentre al Grande Bretagne inglesi e americani.

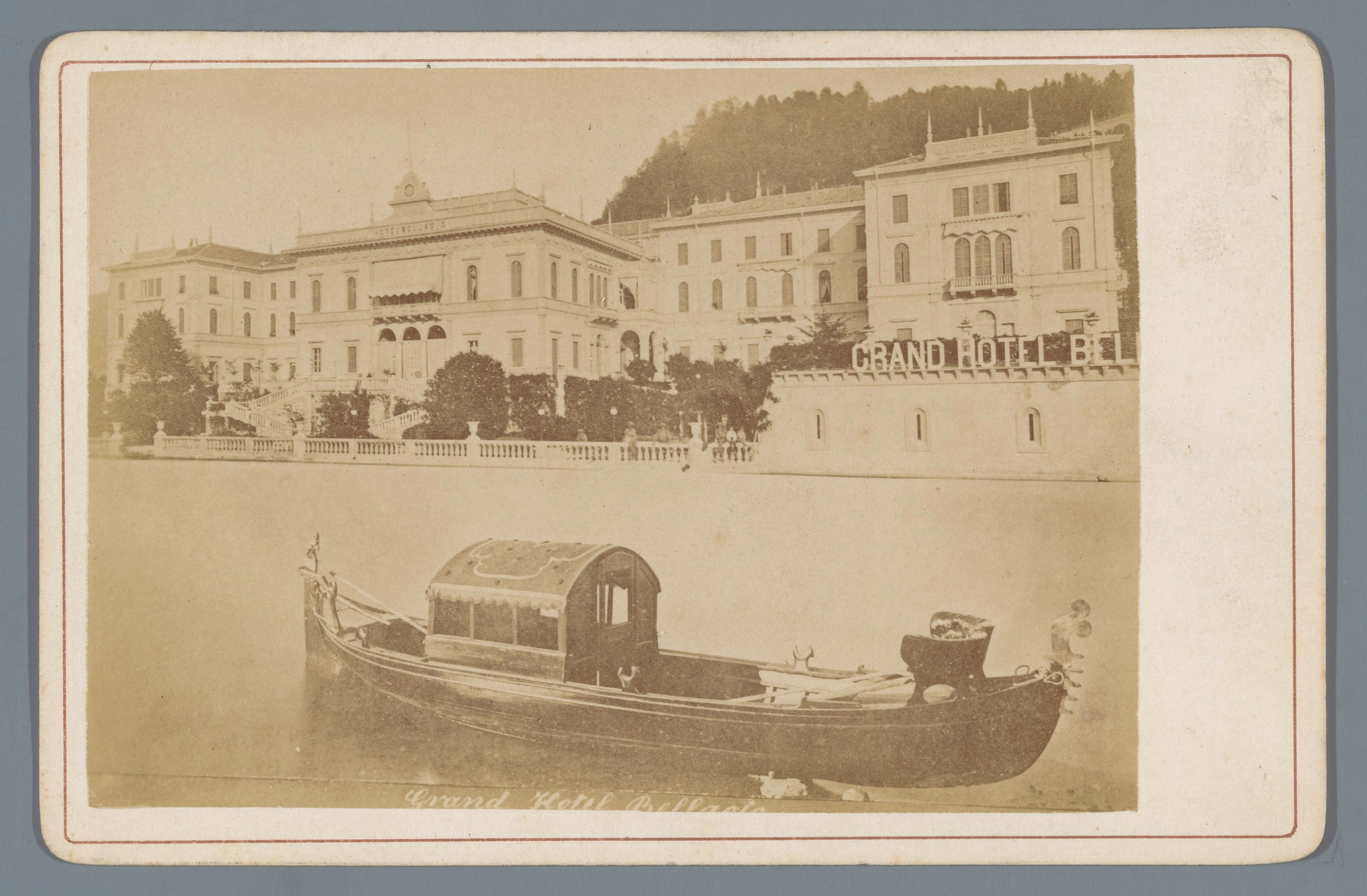
Il Grand Hotel Bellagio in una cartolina dell’epoca

Durante la prima guerra mondiale il Grand Hotel Bellagio venne adibito a caserma, finendo per essere oggetto di saccheggio degli arredi per fare legna da ardere. Nel 1918 la proprietà passò da Breitshmid allo svizzero Arturo Bucher, il quale intraprese dei lavori di ammodernamento dell'albergo. La famiglia Bucher è tuttora proprietaria del Grand Hotel.
Con l'albergo, Arturo Bucher acquisì anche la Villa Serbelloni, la quale già veniva utilizzata come dépendance di lusso del Grand Hotel. Con la depressione del 1929, la villa viene venduta, ma comunque il Bucher si riservò per contratto la possibilità di utilizzarne il marchio. Da allora il Grand Hotel Bellagio assume l'intestazione di Grand Hotel Villa Serbelloni. Nel 1930 la hall dell'albergo venne ampliata includendo il giardino d'inverno.

### L'albergo e i suoi ospiti illustri
Negli anni 50 del ‘900 Bellagio divenne molto popolare tra politici internazionali, star di Hollywood e letterati: Winston Churchill, Franklin Delano Roosevelt, John Fitzgerald Kennedy, Fārūq I d'Egitto, Al Pacino, Umberto Eco e Isabel Allende furono alcuni degli importanti ospiti che soggiornarono al Grand Hotel.
L'hotel è sponsor dal 2002 del Trofeo Vele d’Epoca e Classiche di Bellagio.
Nel 2018 la famiglia Bucher celebra i 100 anni di gestione del Grand Hotel Villa Serbelloni. L'albergo fa parte dei locali storici d'Italia.
L'Hotel Villa Serbelloni ha ispirato l'Hotel Bellagio di Las Vegas, poiché Steve Wynn (fondatore del resort) vi trascorse le vacanze assieme alla moglie Elaine e rimase estasiato dall'eleganza e dalla bellezza dei luoghi.